# Japan Highway Public Corporation
Die Japan Highway Public Corporation (engl. für die japanische 日本道路公団 Nihon Dōro Kōdan) war ein 1956 gegründetes öffentliches Unternehmen zum Bau und zur Verwaltung des Autobahnnetzes in Japan.
Im Jahr 2004 zählte es 8500 Mitarbeiter. Der Sitz lag im Zentrum von Tokio, namentlich in Kasumigaseki im „Bezirk“/-ku Chiyoda der „Präfektur“/-to Tokio.
Am 1. Oktober 2005 wurde JHPC in drei private Unternehmen aufgeteilt:
- East Nippon Expressway Company (NEXCO East),[1] engl. für die Higashi-Nihon Kōsokudōro KK (kurz: NEXCO Higashi-Nihon)
- Central Nippon Expressway Company (NEXCO Central),[2] engl. für die Naka-Nihon Kōsokudōro KK (NEXCO Naka-Nihon)
- West Nippon Expressway Company (NEXCO West),[3] engl. für die Nishi-Nihon Kōsokudōro KK (kurz NEXCO Nishi-Nihon)